# Sirisha Bandla
Sirisha Bandla (Guntur, c. 1988) és una enginyera aeronàutica india-estatunidenca. És la vicepresidenta d'Afers governamentals i Operacions de Recerca de Virgin Galactic. Va volar a la missió Virgin Galactic Unity 22 que la va convertir en la segona dona nascuda a l'Índia que va anar a l'espai i la quarta persona d'ascendència índia que va passar per la línia de l'espai després de Rakesh Sharma, Kalpana Chawla i Sunita Williams.

## Primers anys de vida i educació
Bandla va néixer en una família hindú de parla telugu al districte de Guntur d'Andhra Pradesh, Índia. Després del seu naixement, la família de Bandla es va traslladar a Tenali a Guntur. Fins als cinc anys, Bandla va dividir el seu temps entre la casa del seu avi a Hyderabad i la casa de la seva àvia a Tenali. Bandla més tard es va traslladar a Houston, Estats Units amb els seus pares.
Bandla va rebre la seva llicenciatura en enginyeria aeronàutica per la Universitat de Purdue. Posteriorment va obtenir el seu màster en administració d'empreses a la Universitat George Washington.

## Carrera
Bandla esperava convertir-se en astronauta de la NASA, però va ser descartada per motius mèdics a causa de la seva vista. Anteriorment va treballar per a la Commercial Spaceflight Federation com a enginyera aeroespacial amb Matthew Isakowitz. Més tard va cofundar la Matthew Isakowitz Fellowship en el seu honor.
Bandla es va incorporar a Virgin Galactic el 2015, on treballa com a vicepresidenta d'afers governamentals. El diumenge 11 de juliol de 2021 Bandla va fer al vol de prova Virgin Galactic Unity 22 al costat de Sir Richard Branson, Dave Mackay, Michael Masucci, Beth Moses i Colin Bennett. L'avió coet va volar 85 km (53 mi) sobre la Terra, qualificant així la tripulació com a astronautes comercials de la FAA. Durant el vol, Bandla va dur a terme un experiment de la Universitat de Florida per investigar com reaccionen les plantes davant el canvi de gravetat. Sobre el seu vol, l'avi de Bandla, el doctor Bandla Ragaiah, va dir: "Des de molt jove va tenir aquesta ambició d'explorar el cel, la lluna i les estrelles. Sirisha havia posat els seus ulls en l'espai, i no m'estranya gens que estigui a punt per fer realitat el seu somni." Durant el seu vol espacial, va assolir una alçada de 89,9 km per sobre de la superfície terrestre. Tanmateix, com que no era membre de la tripulació de vol (ja que el VF-01 era un llançament automatitzat), l'Autoritat Federal d'Aviació la classifica com a Turista Espacial.
Va ser honrada com una de les 100 dones de la BBC el desembre de 2022.